# Lusaghbyur (Shirak)
Pour l’article homonyme, voir Lusaghbyur (Lorri).
Lusaghbyur (en arménien Լուսաղբյուր) est une communauté rurale du marz de Shirak en Arménie. En 2008, elle compte 687 habitants.